# ユウカゲハマグリ
ユウカゲハマグリ（夕影蛤、Pitar citrinus）は、マルスダレガイ科、ユウカゲハマグリ属 Pitarに属する二枚貝である。 貝殻の後部（水管が出る側）が淡い紫褐色ないし橙褐色を帯びるので「ユウカゲ」の名がある。殻はよく膨らむ。奄美諸島以南、熱帯西太平洋の浅海の砂底に棲む。なお類似の種で学名 Pitar striatus (Gray, 1838) は中国でいわゆる細紋卵蛤(拼音: xì wén luǎn gé)のことを指す。
　